# Танки ТА
Танки ТА (ТА-1, ТА-2, ТА-3, также обозначались как Т-1001, Т-1002 и Т-3 соответственно) — проекты советских средних и тяжёлых танков 1930-х годов. Одни из первых полноценных средних и тяжёлых танков полностью отечественной разработки. Разрабатывались под общим руководством В. Асафова на базе экспериментального среднего танка ТГ, в основном в направлении упрощения и удешевления последнего. Отличались рядом оригинальных решений, однако не были приняты на вооружение — вместо них в серию пошёл тяжёлый танк Т-35.

## История разработки
В 1930—1931 годах в СССР под руководством немецкого инженера Эдуарда Гротте был разработан и испытывался экспериментальный средний танк ТГ. По итогам испытаний танк не был принят на вооружение, однако комиссия отмечала множество положительных черт ТГ, главным образом — очень мощное для среднего танка вооружение. Поэтому ещё в ходе достройки и испытаний ТГ в начале 1931 года ЭКО ОГПУ ориентировало группу конструкторов под руководством В. Асафова на совершенствование идей Гротте в направлении снижения сложности и стоимости танка.

### ТА-1 (Т-1001)

Чертежи танка ТА-1

Уже в апреле 1931 года группа Асафова предложила проект маневренного (среднего) танка под индексом Т-1001, или ТА-1 (что иногда расшифровывается как «танк Асафова»). Танк унаследовал от ТГ форму корпуса, компоновку и вооружение, но ходовая часть и трансмиссия были проще и надёжнее.
Конструкторами была выбрана индивидуальная пружинная подвеска Кристи на пяти парах катков, а также гусеница гребневого зацепления по типу Кристи. В качестве силовой установки изначально планировался авиационный двигатель типа «Либерти», но поскольку в тот момент промышленность осваивала лицензионный выпуск BMW-IV, проект был скорректирован под него.
Внешне танк сильно напоминал ТГ. Артиллерийское вооружение состояло из 37-мм пушки ПС-2 и 76-мм пушки ПС-19 и располагалось так же, как и на ТГ. Однако поскольку индивидуальная пружинная подвеска имела большой ход опорных катков, а боекомплект в башнях был размещён вдоль стенок стоймя, установить два бортовых пулемёта не представлялось возможным. Поэтому окончательная версия Т-1001 имела лишь три пулемёта (курсовой и кормовые башенные) вместо пяти планировавшихся ранее.
Куполообразные полусферические башни танка должны были изготовляться штамповкой и сваркой и защищаться бронёй толщиной 13 мм (малая) и 20 мм (большая). Командир и механик-водитель располагали стробоскопическими приборами наблюдения, идентичными установленным на ТГ.
Боевая масса танка составляла 18—18,5 т. При этом максимальная скорость движения по шоссе должна была составлять не менее 50 км/ч.
Однако завершение проектных работ по ТА-1 совпало с началом увлечения колёсно-гусеничным движителем, и КБ Асафова получило задание на переработку проекта под колёсно-гусеничный ход.

### ТА-2 (Т-1002)

Чертежи танка ТА-2

ТА-2 (Т-1002) в целом сохранил все особенности предшественника, но был и ряд существенных изменений.
Изменения коснулись в основном ходовой части. ТА-2 имел три пары обрезиненных катков большого диаметра (для движения на колёсах) и поднимаемую парой опорных катков на свече для обеспечения маневренности на колёсном ходу. При движении на колёсах задняя пара катков становилась ведущей (привод от бортовых фрикционов). Приводы управления из-за крайне плотной компоновки танка пришлось делать пневматическими (как и на ТГ), что негативно сказалось на сложности конструкции и цене танка в целом.
Кроме того, танк снова получил бортовые пулемёты для лучшей «зачистки» окопов. Пулемёты устанавливались непосредственно под верхней ветвью гусеницы.
Расчёты показывали, что подвижность танка, масса которого выросла до 27 т, ожидалась в целом неплохой — до 80 км/ч на колёсах и до 50 км/ч на гусеницах, однако низкий запас хода не вполне удовлетворял военных. Кроме того, в технической документации были обнаружены ошибки. Все это побудило конструкторов начать проектирование третьего танка — Т-3.

### ТА-3 (Т-3)

Чертежи танка ТА-3

ТА-3 относился уже к тяжёлым танкам, так как имел массу свыше 32 т.
Колёсно-гусеничный ход был сохранен, но длина танка возросла до 8 метров, что давало определённые преимущества при преодолении рвов, но отрицательно сказалось на ходовых качествах машины.
В конструкции ТА-3 проектировщики ушли от трёхъярусной установки вооружения. Две пушки (37-мм и 76-мм) устанавливались в лобовой части полусферической башни, но имели независимую наводку. Вместо пулемётов «Максим» в танке устанавливались пулемёты ДТ. Бронирование машины составляло 20—40 мм. Проектная скорость танка на гусеницах составляла 45 км/ч, а на колёсах — до 70 км/ч.
ТА-3 должен был иметь герметичный корпус. Планировалась установка на танк комплекса «противогазной защиты» от отравляющих веществ конструкции Института химобороны с приточной вентиляцией через поглотительный фильтр.
Кроме того, на танк планировалось поставить радиостанцию дальнего действия — устойчивая связь должна была обеспечиваться на удалении до 50 км.
Проект Т-3 в целом удовлетворял требованиям Управления механизации и моторизации РККА, и в начале 1932 года рассматривался в качестве возможного кандидата на серийное производство. Однако по целому ряду критериев предпочтение было отдано пятибашенному Т-35 и проект Т-3 так и остался нереализованным.